# Theta Persei
Theta Persei è una stella di classe spettrale F7-V, distante 36,6 anni luce dal Sistema solare, con una magnitudine apparente +4,12. 
Fa parte di un sistema binario situato nella costellazione Perseo. La componente principale del sistema, Theta Persei A (GJ 107 A), è una nana gialla di tipo spettrale F7V con una temperatura effettiva di circa 6350 K, circa 520 K superiore a quella del Sole. Brilla con una luminosità di circa 2,44 volte maggiore quella del Sole e la sua massa è di un 25% superiore. La sua metallicità, ovvero l'abbondanza relativa di elementi più pesanti dell'idrogeno, è comparabile a quella del Sole. Di conseguenza le quantità relative di altri elementi come il sodio, magnesio, alluminio, silicio sono molto simili a quelle del Sole.
Theta Persei B (GJ 107 B) è una nana rossa di tipo spettrale M1,5V la cui massa stimata è stimata tra il 43% e il 51% della massa solare. Visivamente a 20,5 arcosecondi dalla sua compagna, la separazione effettiva tra le due stelle è circa 250 au cioè circa 8 volte la distanza tra Nettuno e il Sole, essendo il periodo orbitale di 2720 anni. L'orbita del sistema è leggermente eccentrica (e=0,13).